# Universal Corporation
Die Universal Corporation ist ein US-amerikanisches Großhandelsunternehmen. Universal handelt mit Rohtabak, hauptsächlich der Sorten Flue-Cured und Burley, und zählt unter anderem Altria zu seinen Hauptkunden. Das Unternehmen Socotab, welches zu 49 % Universal gehört, verarbeitet Oriental Leaf-Tabak aus türkischer, mazedonischer, bulgarischer oder griechischer Produktion. Konsumfertige Zigaretten oder andere vollständig aufbereitete Tabakprodukte gehören nicht zum Produktangebot Universals.

## Geschichte
Im Jahr 1918 wurde die Universal Leaf Tobacco Company erstmals in das Handelsregister eingetragen. Neun Jahre später, 1927, wurden die Aktien des Unternehmens bereits an der NYSE gehandelt. Während der Wirtschaftskrise der 1930er Jahre begegnete das Unternehmen dem allgemeinen Abschwung mit Programmen zur Kostenoptimierung und der Verarbeitung größerer Volumina, die Expansion in Auslandsmärkte, namentlich China und Kanada, konnte dennoch vorangetrieben werden. Nach der Eröffnung der ersten Niederlassung im damaligen Rhodesien 1938 wurde das Auslandsgeschäft weiter ausgebaut. Durch Sanktionen der UN in den 1960er Jahren wurde der rhodesische Markt größtenteils unzugänglich. Im Jahr 1990 wurde der deutsche Händler Gebrüder Kulenkampff mit diversen Niederlassungen übernommen.